# Alois Carigiet
Alois Carigiet (Trun, Grisons, 30 d'agost de 1902 - 1 d'agost de 1985) fou un dissenyador gràfic i pintor suís de la Sobreselva, Grisons. És sobretot conegut com a il·lustrador i autor dels llibres infantils situats en els Alps, Uorsin i els seus continuadors, escrits per Selina Chönz, i altres que va escriure ell mateix. El 1966 va rebre la primera medalla Hans Christian Andersen per a il·lustradors de llibre infantil.

## Vida
Alois Carigiet nasqué en una família d'onze germans en una granja de Trun. En la família es parlava romanx sobreselvà. El 1911, els problemes econòmics van fer migrar la família a Chur, on el seu pare trobà feina. El canvi de la vida rural a la vida urbana tingué un impacte en el noi, que ho veié com el viatge d'un "paradís per a un jove muntanyenc" a un "fosc apartament en uns baixos d'un carreró de ciutat". Després de l'escola, el 1918 va iniciar una formació artística amb el pintor Martin Räth. Mentre feia d'aprenent, passava el temps lliure dibuixant i fent esbossos i caricatures. Va acabar amb bones notes aquesta formació.

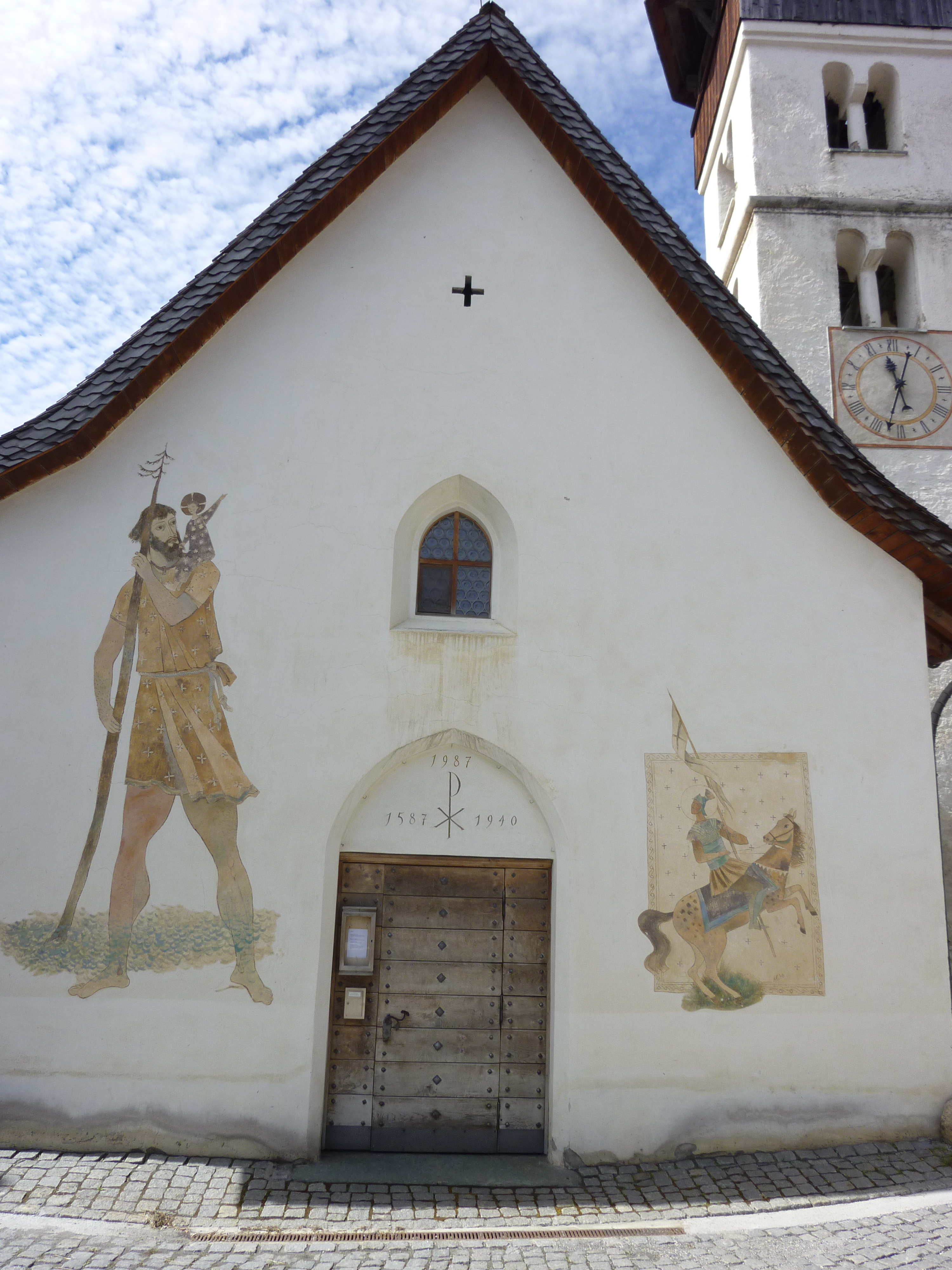
Església catòlica de Vella (municipi de Lumnezia), amb pintures murals de Carigiet, que representen Sant Cristòfor i Sant Maurici

Després de la formació, va treballar a Zúric a la companyia publicitària Max Dalang des de 1923, i el 1927 va fundar la seva pròpia empresa de disseny gràfic. D'aquesta època són nombrosos pòsters, murals, caricatures i decorats. El seu interès pel teatre, pel qual havia dissenyat decorats i vestuari, el va dur a ser un dels fundadors el 1934 del "Cabaret Cornichon" (literalment "Cabaret Cogombret"), un teatre satíric que acabà essent un focus d'oposició al nazisme i feixisme. El seu germà Zarli (nom oficial, Balthasar Anton Carigiet; 1907-1981), actor, estigué també vinculat al Cabaret Cornichon.
De 1939 a 1950 s'establí en un llogaret sobre del seu poble natal de Trun (a Platenga, Obersaxen). El 1943, es casà amb Berta Carolina Müller (1911–1980) i tingueren dos fills. Amb motiu de l'educació dels fills, tornaren a establir-se a Zuric el 1950, on continuà amb la feina de dissenyador.
A partir de 1940 entrà en contacte amb Selina Chönz i passà temporades a Guarda, on dibuixà les il·lustracions pel seu llibre Uorsin. Més tard, il·lustraria també els dos llibres que són continuació de l'Uorsin i el mateix Carigiet creà també alguns llibres infantisl com a autor.
A partir de 1960 s'instal·là definitivament a Trun on continuà pintant i on residí fins a la seva mort.

## Obres

### Il·lustrador
- Selina Chönz, Uorsin (1945)
- Selina Chönz, Flurina (1952)
- Selina Chönz, Naiveras (1953)

### Autor i il·lustrador
- Zottel, Zick und Zwerg (1965). El llibre rebé el Schweizer Jugendbuchpreis ("Premi suís de llibre juvenil") el 1966.
- Birnbaum, Birke, Berberitze (1967)
- Maurus und Madleina (1969)